# Rockpile
Rockpile war eine britische Rockband der Pubrock- und New-Wave-Szene, deren Musik stark von Rock ’n’ Roll und Rockabilly beeinflusst war. Die Band existierte in ihrer bekanntesten Besetzung von 1976 bis 1981 und war in dieser Zeit ein gemeinsames Projekt von Dave Edmunds und Nick Lowe. Für beide Künstler spielte sie auf deren Soloalben der zweiten Hälfte der 1970er Jahre, brachte aber 1980 auch eine LP unter dem Bandnamen Rockpile heraus.

## Bandgeschichte
Die Geschichte von Rockpile begann 1970, als Dave Edmunds seinen größten Hit veröffentlichte. Die Nummer-eins-Single I Hear You Knocking wurde in den britischen Charts offiziell geführt als von Dave Edmunds’ Rockpile veröffentlicht. 1971 brachte Edmunds sein erstes Soloalbum heraus, das er ebenfalls Rockpile nannte. Mit den Musikern, die auf dieser LP spielten, ging er anschließend auch als „Dave Edmunds and Rockpile“ auf Tournee. Es waren unter anderem Edmunds’ ehemaliger Love-Sculpture-Kollege John Williams, Ex-Love-Sculpture- und Man-Drummer Terry Williams und Gitarrist Andy Fairweather-Low (vormals bei Amen Corner). Auf einer zweiten Tour ersetzte Pick Withers (später bei Dire Straits) Terry Williams. Diese erste Rockpile-Inkarnation war einer der Vorreiter der Pubrockszene.
Nick Lowe lernte Edmunds und Terry Williams in der Szene kennen, als er noch bei Brinsley Schwarz spielte. Edmunds produzierte 1974 ein Brinsley-Schwarz-Album, Lowe spielte im Jahr darauf auf Edmunds’ Soloalbum Subtle as a Flying Mallet. 1976 stieß Billy Bremner zu Lowe, Edmunds und Williams, und die Vier gingen (als Vorgruppe von Bad Company) unter dem Namen „Rockpile“ auf Tournee.
Die Band war 1978 auf der A-Seite von Mickey Jupps Album Juppanese vertreten. Außerdem spielte sie 1979 sowohl Nick Lowes Soloalbum Labour of Lust als auch Dave Edmunds’ LP Repeat When Necessary ein; erst 1980 veröffentlichte sie ein Album als Rockpile, Seconds of Pleasure. Die LP stieg am 18. Oktober 1980 in die britischen Charts ein und kletterte bis auf Platz 34; eine ausgekoppelte Single (Teacher Teacher) wurde ebenfalls ein kleinerer Hit. Die Band ging noch einmal gemeinsam auf Tournee, trennte sich aber 1981. Edmunds und Lowe widmeten sich wieder ihren Soloprojekten; Bremner ersetzte zeitweilig den verstorbenen James Honeyman-Scott bei den Pretenders und arbeitete als Songwriter, Produzent und Solokünstler bei Stiff Records; Terry Williams spielte für Dire Straits und viele andere.
Für den Film Bad Teacher aus dem Jahre 2011 wurde als Intro-Song die Single Teacher Teacher verwendet.

## Bandmitglieder

### 1971 bis 1972
- Dave Edmunds – Gitarre, Gesang
- John Williams – E-Bass, Gesang
- Andy Fairweather-Low – Gitarre, Gesang
- Terry Williams – Schlagzeug
- Pick Withers – Schlagzeug
- B. J. Cole – Pedal-Steel-Gitarre

### 1976 bis 1981
- Dave Edmunds – Gitarre, Gesang
- Nick Lowe – E-Bass, Gesang
- Billy Bremner – Gitarre, Gesang
- Terry Williams – Schlagzeug

## Diskografie

### Alben
- 1978 Dave Edmunds & Rockpile – College Radio Network Presents Dave Edmunds & Rockpile (LP, Promo)
- 1979 Labour of Lust (als Begleitband von Nick Lowe)
- 1979 Repeat When Necessary (als Begleitband von Dave Edmunds)
- 1980 Seconds of Pleasure
- 1980 Musical Shapes (als Begleitband von Carlene Carter)
- 2011 Live at Montreux 1980
- 2013 Live at Rockpalast (Markthalle Hamburg, 1980 – CD + DVD)
- 2014 Live at My Father’s Place
- 2021 The Boston Show (Rundfunkaufnahme von 1979)

### Singles
- 1970 I Hear You Knocking / Black Bill
- 1971 I’m Comin’ Home / Country Roll
- 1980 Teacher Teacher / Fool Too Long
- 1980 Wrong Way / Now and Always
- 1980 Dave Edmunds Featuring Hughie Lewis / Dave Edmunds, Rockpile – Bad Is Bad / A Knife & A Fork
- 1980 Rockpile / Nick Lowe & Dave Edmunds – Heart / Take a Message to Mary
- 1980 Teacher Teacher / You Ain’t Nothin’ But Fine (7″, Promo)
- 1980 Heart